# Чиста (район Стокгольма)

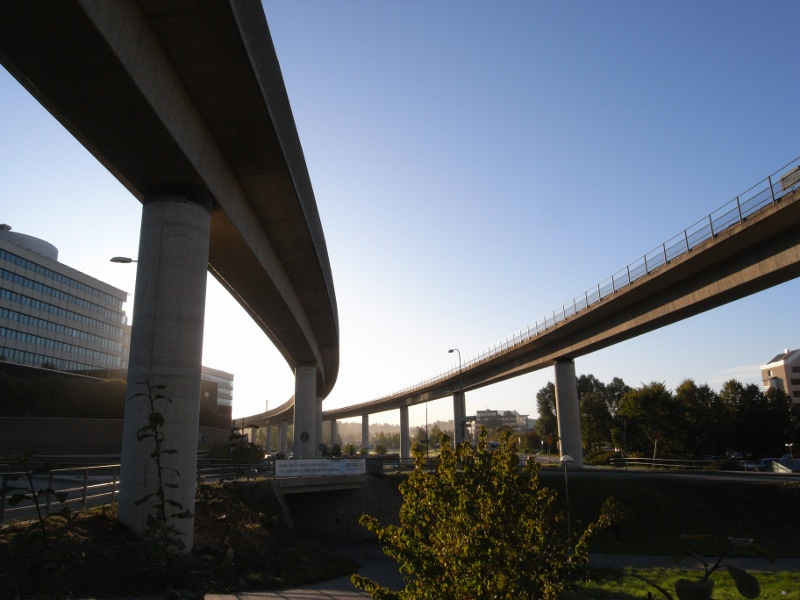
Kista Science Tower

Чиста (Шведский: Kista /'ɕiːsta/ — Сундук, наиболее близкое произношение «Щиста») — район Стокгольма в Швеции. Находится на северо-западе Стокгольма. Чиста разделён синей линией метрополитена на западную часть, которая в основном жилая, и на восточную часть, где обосновались офисы телекоммуникационных и IT-компаний. В Чисте находится университет информационных технологий, совместное детище Королевского технологического института и Стокгольмского университета. Именно из-за информационных технологий Чисту часто называют Chipsta (чипста) или Шведской Кремниевой долиной.
Район получил название по старой ферме, которая до сих пор расположена здесь. Возведение современных зданий началось в 1970-х годах. Улицы в Чисте названы в честь городов и известных людей из Дании и Исландии.